# ぷちえゔぁ
ぷちえゔぁ 〜EVANGELION@SCHOOL〜（ぷちえゔぁ えゔぁんげりおんあっとすくーる）とは、新世紀エヴァンゲリオンの公式デフォルメシリーズ。
『ヱヴァンゲリヲン新劇場版』シリーズの第1作『序』公開を前に発表された。株式会社バンダイよりキャラクターグッズやフィギュアなどが展開されている。その他に漫画、Webアニメーション、ゲームなどが作られた。

## あらすじ
第3新東京市立ねるふ学園を舞台に、碇シンジを始めとするエヴァのキャラクターたちの楽しい学園生活が始まる。
基本的な世界観、設定はテレビシリーズ版26話の所謂「学園エヴァ」がベースであるが、他のスピンオフ作品同様に、作者自身の解釈によるアレンジが色濃く、ギャグ漫画として再構築されている。綾波レイが複数人（姉妹という設定）同時に登場したり、エヴァンゲリオンが人間とともに生活しているなどの設定は本作品でしか見られない。

## 登場人物
※各キャラの外観・性格などは基本的に原作の設定を踏襲しているが、同時に本作品独自の設定も多く含まれているので注意されたい。

### ねるふ学園
碇シンジアスカや綾波と同じクラス。苦労の多いツッコミ役。エヴァンチョーの言葉を理解できる数少ない人物。
惣流・アスカ・ラングレー天才帰国子女。シンジの幼馴染で、デレ分の多いツンデレ。綾波レイ三姉妹をライバル視している。
綾波レイ三姉妹
長女 - 通称「綾波」。口数が少ない。成績優秀だが体育は見学が多い。眼鏡をかけていることがある。
次女 - 通称「スポ根」。長女とは双子。長女とは反対に元気な性格でスポーツ万能、そして勉強が苦手。すぐお腹が減る体質で、三姉妹の中では一番食べる。本編とのリンクゆえか、菓子パンより食パンが好きらしい。冬でも体操服でいられるほど寒さに強い。モデルはテレビ版最終回に登場した『転校生の綾波』。
三女 - 通称「チビ波」。四歳だが姉たちと共にねるふ学園にやってきた。毒舌家。いつも妙なぬいぐるみを所持している。モデルは『最初（一人目）の綾波』。
渚カヲルねるふ学園の謎多き生徒会長。シンジが好き。シト校の生徒会長を兼任している（その際はモノリスの着ぐるみを着ている。肩書きはタブリス番長）。
鈴原トウジシンジたちのクラスメート。いつもジャージを着ている。味音痴。
相田ケンスケシンジたちのクラスメート。ミリタリー&メカオタク。
洞木ヒカリシンジたちのクラスの委員長。トウジが好き。
霧島マナ新聞部員。シンジが好きなのが高じて、新聞の記事が全てシンジのインタビューになりかけてしまうが、綾波に「情報発信者がメディアを私物化するのは如何なものか」という鋭い指摘を受けて中止したことがある。
ミサト先生国語教師でシンジたちの担任を務める。公式のキャラクター紹介には「トラブルには口は挟むが傍観を決め込む。大の酒好き」とあるが、アニメ版では13話で居眠りしているシンジに向かってチョークを投げるも、寝ながら避けるシンジに立腹してチョークマシンガンやチョークガトリング砲を持ち出す、漫画版ではエヴァンチョーの電源を無理やり取り上げるなど有体に言って暴力教師として振る舞っている。
リツコ先生保健室の先生で学園のコンピュータ「MAGI」の管理者。異常なまでのネコ好き。そのため、ネコを連想する食べ物を食べることが出来ない。
碇ゲンドウねるふ学園の校長先生。シンジの父親。口数は少ない。伊吹マヤのファンで、キールさんと結託して職権で学園祭に彼女を招請した。アニメ版では本編と違い妻ユイが存命であるにもかかわらず、14話で綾波に告白をしようとする、10話でケンスケからカムコーダーを奪って体操中の綾波の股間を盗撮する犯罪を行うなど危ない人である。
冬月コウゾウねるふ学園の教頭先生。存在感は薄い。ゲンドウとは良いコンビである。
JA子（じぇいこ）ジェットアローン (JA) のデフォルメキャラでアンドロイド少女。エヴァンチョーが好きだが、人見知りなので声をかけられない。感情が高ぶると体熱が急激に上がり、周りのものを融解させるなどの危険きわまりない挙動を見せる。
キールさんねるふ学園の理事長。高圧的に見えるが、本当は恥ずかしがり屋でいつもお面をかぶっている。お面の有り無しで口調がまるで違う。実は女子中学生らしい。碇校長と同じく伊吹マヤのファン。
碇ユイゲンドウの妻でシンジの母親。当初専業主婦かと思われたが、実際には家庭科の教師である。いつも笑顔である。
MAGI3（マギさん）赤木リツコの母、赤木ナオコが開発したスーパーコンピューター『MAGI System』を擬人化したキャラクター。容姿は赤木ナオコのデフォルメ。3体いるが基本的に3体で一緒に行動するため個別名は不明である。チビ波程度の身長しかない。問いかけた質問に対する答えは3体で合議したうえで、各々が○×式のプラカードを掲げることで表す。チビ波共々身長が小さいことをシンジとアスカに笑われたせいで、二人を幼稚園児相当まで若返らせたことも。

### エヴァ兄妹
エヴァンチョーエヴァンゲリオン初号機のデフォルメキャラで、ねるふ学園の番長。彼の言葉はシンジとカヲル（と兄妹）にしか理解できない。電源がなくなると停止する。アンビリカルケーブルが、一般的な家電製品用電源コードと同じような形状である。主食は電池（EVALOOPと書いてある）。
一度、ゼルエル番長との果し合いに負けた悔しさから山篭りを行ってパワーアップし、激情のメタリックカラーの「ヱヴァンチョー」と改名していた時期がある。
エヴァンちゃんエヴァンゲリオン零号機のデフォルメキャラで、エヴァンチョーの妹。兄と違って人語がしゃべれる。初登場時、一つ目のようなデザインに見えたが、普段は一つ目模様が描かれたバイザーを着けているだけで、これを上げるとちゃんと両目がある。途中からボディカラーが青くなってしまったが、その原因はケーブルをネズミにかじられたため。
エヴァ次郎エヴァンゲリオン3号機のデフォルメキャラで、エヴァンチョーの弟。シト校に通っており、18人の番長の一人「バルディエル番長」でもある。いつもブカブカの学ランを着ており「エヴァラッタ」としか喋らない。チビ波と共に子供向け映画に興じていたことから、恐らく兄妹の中で最も年下と思われる。
エヴァ美エヴァンゲリオン弐号機のデフォルメキャラで、エヴァンチョーの妹。外見はエヴァ兄妹の中で最も人間に近く、人間そっくり（アスカ似）のボディに弐号機の顔を模した帽子をかぶっている。自称ドイツ製だが、会話には英語を多用するなど、本当にドイツ製であるかどうかは疑わしい。また、ドイツに帰るための航空券を持ってきたにもかかわらず、泳いでドイツまで帰ろうとするなど天然ボケ気味の一面が見受けられる。

### シト校
ゼルエル番長第14使徒ゼルエルのデフォルメキャラ。シト校に18人いる番長の一人で、エヴァンチョーのライバル。量産子分を多数手下として従えている。「ゼル〜」としか喋らないが、エヴァンチョーよりは周りの人間に言いたいことが伝わっている模様。
山篭りでパワーアップした「ヱヴァンチョー」に負けた後、対抗して「ゼルヱル番長」を名乗っていた時期がある。
量産子分エヴァンゲリオン量産機のデフォルメキャラ。同一の格好のメンバーが複数人存在する。ゼルエル番長の舎弟としても登場する他、公園にやってくる鳥としても登場する。彼らをハトと勘違いしたアスカが餌をやった際、残りの餌全てを喰らい尽くそうと集団で襲いかかったため、アスカは彼らにトラウマを持っている。また、なぜかスポ根が彼らと同じ格好の着ぐるみを所持している。
サキエル番長第3使徒サキエルのデフォルメキャラ。2つの人格が二人羽織状態で1つの身体を共有しているため、双方の意見が食い違うと大変不便な思いをする。
シャムシエル番長第4使徒シャムシエルのデフォルメキャラ。空を飛べるが、他の番長が乗ると重さに耐えられず落ちてしまう。
ラミエル番長第5使徒ラミエル（または新劇場版の第6の使徒）のデフォルメキャラ。感情が高ぶると身体が刺々しく変形する。隣に人がいると刺さってしまうので大変危険。また、日光を激しく反射し、周りの人々にとても暑い思いを意図せずしてさせてしまう。
ガギエル番長第6使徒ガギエルのデフォルメキャラ。海が好きだが、その格好のせいで海水浴客に怖がられるので寂しい思いをしている。
イスラフェル番長第7使徒イスラフェルのデフォルメキャラ。好きなときに二人に分裂できるので、映画館で1人分の料金を払った後に2人になって楽しむなどのセコい悪事を働いている。
サンダルフォン番長第8使徒サンダルフォンのデフォルメキャラ。普段は水槽の中で暮らしている。鍋で茹でられても平気なほど熱に強く、その上美味しい出汁が取れる。
イロウル番長第11使徒イロウルのデフォルメキャラ。別名「カゼ番長」もしくは「カビ番長」。
アラエル番長第15使徒アラエルのデフォルメキャラ。雨に打たれる捨て猫の傘になるなど優しい性格だが、同時に非常な照れ屋でもある。
タブリス番長カヲルのシト校生徒会長としての姿。ゼーレのモノリスを模した着ぐるみを着ている。構造上腕を出すことが出来ないので、転ぶと一人で起きられない。モノリスの下はなぜか全裸で、アスカから「服を着なさい！」とツッコミをもらっている。

### その他
伊吹マヤ人気アイドル。日向マコト・青葉シゲルと共に「オペレーターズ」というユニットを組んでいる。
マリ『新劇場版:破』と同じようにパラシュートで屋上に不時着しての登場。その後のメガネを探す仕草など『新劇場版:破』と同じ演出ではあるものの、若干ドジな一面を覗かせる。

## 玩具シリーズ
- ぷちえゔぁ〜えゔぁぐらし〜第壱集：発売日2007年6月上旬 全9種類
- ぷちえゔぁ〜えゔぁぐらし〜第弐集：発売日2007年11月上旬 全10種
- ぷちえゔぁ〜えゔぁぐらし〜第参集：発売日2008年3月20日 全10種類
- ぷちえゔぁ〜えゔぁぐらし〜第四集：発売日2008年6月26日 全10種類
- ぷちえゔぁ〜えゔぁぐらし〜第伍集：発売日2008年10月23日 全9種類
- ぷちえゔぁ〜えゔぁぐらし〜第六集：発売日2009年2月25日 全8種類
- ぷちえゔぁ ねるふ学園占い：発売日2007年9月 全8種類+使徒
- ぷちえゔぁ 使徒MIX占い エヴァシリーズ稼働編：発売日不明
- ぷちえゔぁ 使徒占い 使徒光臨ver.：発売日不明
- 新世紀エヴァンゲリオン ぷちえゔぁDE補完計画：発売日2007年12月（食玩、10個入り）
- 新世紀エヴァンゲリオン ぷちえゔぁDE補完計画2：発売日2008年6月（食玩、10個入り）
- ぷちえゔぁ でふぉるまにあこれくしょん 第壱弾：発売日2008年12月
- ぷちえゔぁ でふぉるまにあこれくしょん 第弐弾：発売日2009年3月
- ぷちえゔぁ でふぉるまにあこれくしょん 第参弾：発売日2009年6月
- ぷちえゔぁ でふぉるまにあこれくしょん 第四弾：発売日2009年9月

## 漫画

### ぷちえゔぁ〜EVANGELION@SCHOOL〜
- 画:濱元隆輔
- 『月刊少年エース』（角川書店）にて連載された（連載期間:2007年7月号 - 2009年11月号）。単行本全2巻。
- 基本は4コマ漫画であるが、しばしば見開きのストーリー漫画もその合間に挿入されることがある。
- 『月刊ニュータイプ』や『電撃ホビーマガジン』、『フィギュア王』にも出張掲載された。
- 『ぷちえゔぁ〜EVANGELION@SCHOOL〜 ふぁーすとの巻』（2008年10月25日、ISBN 978-4-04-715100-0）
- 『ぷちえゔぁ〜EVANGELION@SCHOOL〜 せかんどの巻』（2009年12月26日、ISBN 978-4-04-715353-0）

### ぷちえゔぁ ぼくら探検同好会
- 画:おおぞらまき
- 『ケロケロエース』（角川書店）にて連載された（連載期間:2007年10月26日発売の創刊号 - 2009年7月号）。単行本全1巻。
- 『ぷちえゔぁ ぼくら探検同好会』（2009年6月26日、ISBN 978-4-04-715262-5）

## アニメーション
完全3DCGアニメーションがバンダイチャンネル他にて順次公開された。全24話だが、バンダイチャンネル他で順次公開されたのはその中の一部であり、全24話はDVDの収録内容によるものである。アニメは2つのスタッフで作っており、1つは三木俊一郎監督&カナバングラフィックスチーム、もう1つは桜井弘明&XEBECチームである。なお、XEBECチームの制作したアニメーションのオープニングとナイスレインボーチームが制作した「体操の時間」および「体操の時間―補完―」においては「カリキュラマシーンのテーマ」が使用されている。台詞がないため、声優による声は当てられていない。

### タイトル
- 1話 「学校に行く」
- 2話 「お掃除の時間」
- 3話 「友情」
- 4話 「拾った」
- 5話 「青春の時間」
- 6話 「体操の時間」
- 7話 「誰だ?」
- 8話 「ロマンスかぁ」
- 9話 「お手紙の時間」
- 10話 「体操の時間―補完―」
- 11話 「三姉妹」
- 12話 「ボコボコ」

- 13話 「いねむりの時間」
- 14話 「お掃除の時間―補完―」
- 15話 「いかり」
- 16話 「新おもちゃ」
- 17話 「お昼休みの時間」
- 18話 「青春の時間―補完―」
- 19話 「ともだち」
- 20話 「おそい!」
- 21話 「ちゃみせ」
- 22話 「対決」
- 23話 「風邪引いた」
- 24話 「飛んでく」

### DVD
『ぷちえゔぁ EVANGELION@SCHOOL』
- 20000セット限定生産版（2009年3月11日発売、KIBA-91633〜4・キングレコード）※初回版との表記も有り。
  - 〈特典内容〉 エヴァンチョーロボセット付・フルカラーブックレット付・濱元隆輔描き下しイラスト特殊パッケージ

- 通常版（2009年3月11日発売、KIBA-1633〜4・キングレコード）
  - 〈通常仕様〉 フルカラーブックレット付・濱元隆輔描き下しジャケット

〈収録内容〉
DISC1 "NICE RAINBOW DISC" （全9話）
監督：三木俊一郎 制作：ナイスレインボー
「お昼休みの時間」「お掃除の時間」「体操の時間」「いねむりの時間」「お手紙の時間」「青春の時間」「体操の時間―補完―」「お掃除の時間―補完―」「青春の時間―補完―」
DISC2 "XEBEC DISC" （全15話）
監督：桜井弘明 制作：XEBEC 音楽：美狂乱
「学校へ行く」「友情」「誰だ?」「拾った」「三姉妹」「いかり」「ともだち」「ロマンスかぁ」「ボコボコ」「新おもちゃ」「おそい!」「ちゃみせ」「対決」「風邪引いた」「飛んでく」
※収録内容は初回版・通常版共に同じで、それぞれに映像特典が付いている。また、「盤」ではなく「版」と公式表記されている。

## ゲーム
『ぷちえゔぁ〜EVANGELION@GAME〜』のタイトルで、バンダイナムコゲームスからニンテンドーDS用ゲームソフトとして発売された。発売日は2008年3月20日。
ミニゲームが複数収録されており、「おたから」集めてをコレクションしていくゲーム。
ゲーム内ボイスは原案アニメとは異なり、ならはしみきと宮田浩徳が全て担当している。掛け声や吐息のみで長台詞はない。

## スタッフ
- エグゼクティブプロデューサー：大月俊倫（キングレコード）
- プロデューサー：澤山みを（バンダイ）
- キャラクターデザイン：濱元隆輔
- デザインワークス：里見英樹（よつばスタジオ）
- 監修：カラー、GAINAX
- 監督：三木俊一郎、桜井弘明

## その他
- ジャパンフリトレー - 2007年に『ヱヴァンゲリヲン新劇場版』とのタイアップでスナック菓子「ドリトス」の限定パッケージを発売し、本作品のバージョンも発売された。
- UCC - ぷちえゔぁの画像を使用したヱヴァ缶が発売された。